# List apostolski na 350-lecie unii użhorodzkiej
List apostolski na 350-lecie unii użhorodzkiej – list apostolski papieża Jana Pawła II z 18 kwietnia 1996 roku, dotyczący rocznicy zawarcia unii użhorodzkiej w 1646 r.
Na wstępie Jan Paweł II przypomniał okoliczności zawarcia unii między duchownymi prawosławnymi i przedstawicielami kleru katolickiego. Wydarzenie miało miejsce 24 kwietnia 1646 r. w Użhorodzie w zachodniej części dzisiejszej Ukrainy, historycznej stolicy Zakarpacia. Następnie papież przedstawił pokrótce historię Kościoła katolickiego obrządku bizantyjsko-rusińskiego. W dalszej części dokumentu przedstawione zostały perspektywy rozwoju tej wspólnoty eklezjalnej, przede wszystkim dzięki reformom soboru watykańskiego II.